# Mathilde Aussant
Mathilde Aussant (Donges, Loire-Atlantique, 27 de fevereiro de 1898 — Vendôme, 23 de julho de 2011) foi uma supercentenária francesa que, na época de sua morte, era comprovadamente a pessoa mais velha da França.
Com 113 anos e 146 dias, Mathilde viveu em três séculos diferentes (XIX, XX e XXI), tendo tido uma filha e dois casamentos.